# Condado de Maverick
El condado de Maverick es uno de los 254 condados del estado estadounidense de Texas. La sede del condado es Eagle Pass, la cual a su vez es la ciudad más poblada del mismo. El condado tiene una superficie de 3.346 km ² (de los cuales 31 km ² están cubiertos por el agua), con una población de 54.258 habitantes, y una densidad de 14 hab / km ² (según el censo nacional de 2010). El condado fue fundado en 1856.
El área metropolitana de Eagle Pass, Texas incluye todo el condado de Maverick. Está al este de la frontera con México.

## Historia

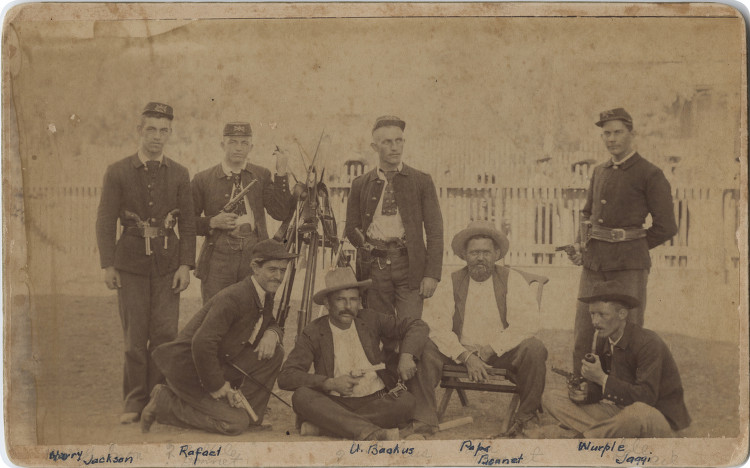
Soldados en Eagle Pass en 1891, fotografía cortesía de la Universidad Metodista del SurNativos americanos

### Nativos americanos
Los primeros habitantes fueron pueblos prehistóricos cazadores-recolectores y sus artefactos se han encontrado en varias áreas del condado. Le siguieron Lipan Apache, Shawnee, y la cultura coahuilteca. El abandono de Fort Duncan el 20 de marzo de 1861, durante la Guerra Civil, permitió a la población india hacerse con el control de la región; Tanto los habitantes estadounidenses como los mexicanos sufrieron enormes pérdidas de vidas y propiedades. El fuerte fue reocupado en 1868. A principios de 1871, varios indios seminolas negros que vivían a lo largo de la frontera se organizaron en una compañía de exploradores y fueron llevados a Fort Duncan. La última incursión india en el condado se produjo en 1877. Tres comerciantes fueron asesinados y mutilados por los apaches Lipan. El lugar del incidente, a 13 km al noreste de Eagle Pass, pasó a ser conocido como Deadman's Hill. 

## Educación
Todo el condado de Maverick es atendido por el Distrito Escolar Independiente de Eagle Pass.
Según el Código de Educación de Texas, Southwest Texas Junior College es el colegio comunitario designado del condado.
La Universidad Estatal Sul Ross también presta sus servicios a esta comunidad a través de su campus Eagle Pass.